# Stefan Marcinkovic
Stefan Marcinkovic (* 21. Oktober 2000) ist ein österreichischer Fußballspieler.

## Karriere
Marcinkovic begann seine Karriere beim FC Pasching. Im Juni 2016 absolvierte er sein einziges Spiel für die Zweitmannschaft der Paschinger in der sechstklassigen Bezirksliga. Zur Saison 2017/18 wechselte er zum FC Stadlau. Für die Zweitmannschaft der Wiener kam er zu 19 Einsätzen in der fünfthöchsten Spielklasse.
Zur Saison 2018/19 schloss er sich dem viertklassigen SC Marchtrenk. Für Marchtrenk absolvierte er 19 Spiele in der OÖ Liga, in denen er ohne Torerfolg blieb. Mit dem Verein stieg er zu Saisonende aus der vierthöchsten Spielklasse ab.
Daraufhin wechselte er zur Saison 2019/20 zu den fünftklassigen Amateuren des FC Blau-Weiß Linz. Bis zum Abbruch der Saison für die Amateure kam er zu neun Einsätzen in der fünftklassigen Landesliga. Im Juli 2020 debütierte er bei seinem Kaderdebüt für die Profis in der 2. Liga, als er am 26. Spieltag jener Saison gegen den SV Horn in der 72. Minute für Michael Brandner eingewechselt wurde.